# Кузнецов, Всеволод Анатольевич
Все́волод Анато́льевич Кузнецо́в (9 июня 1928 — 4 июля 2003) — советский актёр театра и кино. Народный артист РСФСР (1977)

## Биография
Родился в Ленинграде 9 июня 1928 года в семье артистов Анатолия и Веры Кузнецовых .
Окончил Ленинградский театральный институт имени А. Н. Островского (1945—1949). Работал в Брянском драматическом театре, Театре Балтийского флота и Театре имени Ленсовета.
С 1956 года служил в БДТ, куда пришёл по приглашению Георгия Товстоногова. Считался мастером ролей второго плана.
Умер 4 июля 2003 года. Похоронен на Волковском кладбище Санкт-Петербурга.

## Награды
- заслуженный артист РСФСР (30.12.1967)
- народный артист РСФСР (26.9.1977)
- 2002 — специальная премия «За верность театру» высшей театральной премии Санкт-Петербурга «Золотой софит».
- 1978 — «Серебряная медаль» им. А. П. Довженко Александру Сметанину, Михаилу Кураеву, Анатолию Гранику, Льву Колганову, Николаю Строганову, Юрию Каюрову, Роману Громадскому, Всеволоду Кузнецову, Анатолию Пустохину, Анатолию Матешко за фильм Строгая мужская жизнь (1977)[1].

## Фильмография
Фильмография по IMDb
1. 1953 — Весна в Москве — Соловей второй
2. 1954 — Запасной игрок — Саша Веснушкин
3. 1955 — Два капитана — лётчик (нет в титрах)
4. 1955 — Дело — Владимир Дмитриевич Нелькин
5. 1956 — Старик Хоттабыч — болельщик на футболе / зритель в цирке
6. 1960 — Лиса и виноград — часы
7. 1963 — Рембрандт — моряк
8. 1963 — Последний хлеб — Фёдор
9. 1964 — Верьте мне, люди — Николай Тимофеевич Раскатов, полковник милиции
10. 1964 — Фро — Пискунов, начальник депо
11. 1964 — Совесть не прощает — Василий
12. 1965 — Какое оно, море?
13. 1965 — Погоня — Буренков, директор охотничьего хозяйства
14. 1965 — Авария — секретарь райкома
15. 1965 — Жизнь Галилея
16. 1966 — Зимнее утро (нет в титрах)
17. 1966 — 12 стульев — Паша Эмильевич
18. 1967 — Пароль не нужен — атаман Семёнов
19. 1967 — Весна на Одере — Мартин Борман
20. 1968 — Наши знакомые — Щупак
21. 1968 — Нейтральные воды — мичман-секретчик
22. 1968 — Живой труп — Афремов
23. 1969 — Экзамен на чин — священник
24. 1969 — Смерть Вазир-Мухтара — Самсон-хан
25. 1969 — Старый знакомый (нет в титрах)
26. 1970 — В Москве проездом… — чиновник из Туркмении
27. 1970 — Говорящая машина — Румкопп
28. 1970 — Срочно требуются седые волосы — Басалаев
29. 1971 — Даурия — Платон Волокитин
30. 1972 — За всё в ответе — Павел Козин
31. 1972 — 31-й отдел — спортивный корреспондент
32. 1972 — Игрок — генерал Загорянский
33. 1973 — Старые стены — Павел Иванович
34. 1974 — Царевич Проша — Ермолай, вдовый царь
35. 1974 — Ещё можно успеть — Пал Палыч Черных
36. 1975 — Георгий Седов — доктор Кушаков
37. 1975 — Доверие — депутат Госдумы Марков
38. 1977 — Обратная связь — Тимонин
39. 1977 — Строгая мужская жизнь — комдив Кузьма Никодимович Бурых
40. 1978 — Ханума — Тимотэ
41. 1980 — Огарёва, 6 — Виктор Петрович Пименов
42. 1981 — 1982 — Россия молодая — Осип Андреевич Баженин
43. 1982 — Свидание с молодостью — Родионов
44. 1982 — Магистраль — Василий Иванович Желнин
45. 1983 — Мера пресечения — адвокат
46. 1984 —  Прохиндиада, или Бег на месте
47. 1985 — Вот моя деревня…
48. 1985 — Грядущему веку — Ксенофонт Савельевич Теребилин, заведующий облпотребсоюзом
49. 1986 — Последняя дорога — Вереянов
50. 1986 — Красная стрела
51. 1986 — Пиквикский клуб — Трейси Тапмен
52. 1991 — Два патрона на мамонта
53. 1991 — Хмель — дед Данила
54. 1993 — Провинциальный бенефис
55. 1993 — Конь белый
56. 1994 — Любовь, предвестие печали… — Григорьев, художник
57. 1996 — Театр Чехонте. Картинки из недавнего прошлого — Шарамыкин, статский советник
58. 1998 — Менты Часть 9. Инферно, Вторжение в частную жизнь — Аркадий

## Театральные работы

#### Ленинградский академический БДТ имени М. Горького
- 1959 — «Пять вечеров» А. М. Володина. Постановка Г. А. Товстоногова — Тимофеев; «Варвары» М. Горького. Постановка Г. А. Товстоногова — Гриша
- 1960 — «Иркутская история» А. Н. Арбузова. Постановка Г. А. Товстоногова — Подвыпивший мужчина; «Гибель эскадры» А. Е. Корнейчука. Постановка Г. А. Товстоногова — Комиссар
- 1962 — «Божественная комедия» И. В. Штока. Постановка Г. А. Товстоногова — Ангел А; «Горе от ума» А. С. Грибоедова. Постановка Г. А. Товстоногова — Сергей Сергеевич Скалозуб
- 1964 — «Поднятая целина». Инсценировка П. Демина по роману М. А. Шолохова. Постановка Г. А. Товстоногова — Устин Рыкалин
- 1967 — «Традиционный сбор» В. С. Розова. Постановка Г. А. Товстоногова — Павел Козин
- 1969 — «Король Генрих IV». Литературная композиция В. Э. Рецептера по исторической хронике Шекспира. Постановка Г. А. Товстоногова — Мортимер; сэр Джон Фальстаф
- 1970 — «Беспокойная старость» Л. Н. Рахманова. Постановка Г. А. Товстоногова — Куприянов
- 1971 — «Валентин и Валентина» М. М. Рощина. Постановка Г. А. Товстоногова — Володя
- 1972 — «Ревизор» Н. В. Гоголя. Постановка Г. А. Товстоногова — Артемий Филиппович Земляника; «Ханума» А. А. Цагарели. Постановка Г. А. Товстоногова — Тимоте
- 1973 — «Общественное мнение» А. Баранги. Постановка Г. А. Товстоногова — Бэженару, зав. редакцией
- 1974 — «Энергичные люди» В. М. Шукшина. Постановка Г. А. Товстоногова — Простой человек; Брюхатый (с 1978 года)
- 1975 — «Протокол одного заседания» А. И. Гельмана. Постановка Г. А. Товстоногова — Павел Емельянович Батарцев
- 1977 — «Тихий Дон». Сценическая композиция Г. А. Товстоногова и Д. М. Шварц по роману М. А. Шолохова. Постановка Г. А. Товстоногова — Подтёлков
- 1978 — «Пиквикский клуб». Инсценировка Н. А. Векстерн по роману Ч. Диккенса. Постановка Г. А. Товстоногова — Тресси Тапмен; «Телевизионные помехи» К. Сакони. Режиссер: Е. М. Арье; руководитель постановки: Г. А. Товстоногов — Бодог
- 1979 — «Наш городок» Т. Уайдлера. Постановка Э. Аксера — мистер Уэбб
- 1980 — «Перечитывая заново…» Сценическая композиция Г. А. Товстоногова и Д. М. Шварц по произведениям А. Е. Корнейчука, Н. Ф. Погодина, М. Ф. Шатрова, В. Т. Логинова. Постановка Г. А. Товстоногова и Ю. Е. Аксёнова — Доктор Обух
- 1981 — «Оптимистическая трагедия» В. В. Вишневского. Постановка Г. А. Товстоногова — Боцман; «История лошади». Инсценировка М. Г. Розовского по повести Л. Н. Толстого «Холстомер». Постановка Г. А. Товстоногова — Генерал (ввод)
- 1982 — «Мачеха Саманишвили». Пьеса В. Константинова и Б. Рацера по мотивам одноименной повести Д. Клдиашвили. Постановка Г. А. Товстоногова — Бекина
- 1983 — «Сёстры» («Сад без земли») Л. Н. Разумовской. Постановка Г. С. Егорова — Старик
- 1987 — «На дне» М. Горького. Постановка Г. А. Товстоногова — Бубнов
- 1989 — «Визит старой дамы» Ф. Дюрренматта. Постановка В. Е. Воробьева — Бургомистр
- 1992 — «Дворянское гнездо». Инсценировка по роману И. С. Тургенева и постановка М. Ю. Резниковича — Петр Андреевич, дед Лаврецкого
- 1997 — «Кадриль» В. П. Гуркина. Постановка А. Н. Максимова — Коля Звягинцев